# Mélitée pont-euxine
Melitaea arduinna
Espèce
Le Mélitée pont-euxine (Melitaea arduinna) est une espèce d'insectes lépidoptères (papillons) appartenant à la famille des Nymphalidae et à la sous-famille des Nymphalinae.

## Dénomination
Melitaea arduinna a été nommée par Christian Friedrich Freyer en 1836.
Synonyme : Papilio arduinna Esper, 1783.

### Noms vernaculaires
La Mélitée pont-euxine se nomme en anglais Freyer's Fritillary.

### Sous-espèce
- Melitaea arduinna arduinna
- Melitaea arduinna evanescens Staudinger, 1886 ;
- Melitaea arduinna kocaki Wagener et Gross, 1976 ;
- Melitaea arduinna rhodopensis Freyer, [1836] ;
- Melitaea arduinna uralensis Eversmann, 1844[1].

## Description
C'est un papillon au dessus orange bordé d'une bande marron ornée de chevrons orange. Les autres ornementations marron sont plus ou moins importantes, de quelques lignes de points à plusieurs lignes de damiers avec de plus une suffusion basale marron possible surtout chez la femelle.
Le revers est plus clair, orange pour les antérieures, à damiers blanc crème et damiers orange organisés en lignes aux postérieures avec une bande submarginale de chevrons blancs.

## Biologie

### Période de vol et hivernation
Elle hiverne à l'état de chenille au troisième stade dans une toile de soie.
L'imago vole en une génération entre mai et août avec un maximum d'émergence en juin, parfois en trois générations,.

### Plantes hôtes
Les plantes hôtes de sa chenille sont des Centaurea dont Centaurea behen et Centaurea graeca,.

## Écologie et distribution
La Mélitée pont-euxine est présente dans le sud-est de l'Europe (Grèce, Macédoine, Roumanie), au Moyen-Orient (Turquie, Israël, Irak, Iran) dans le sud de la Russie et dans le centre de l'Asie (nord de l'Afghanistan, Ouzbékistan, Kazakhstan, Kirghizistan et Altaï,.

### Biotope
La Mélitée pont-euxine réside dans les clairières ombragées.

### Protection
Pas de statut de protection particulier mais l'inscription comme espèce vulnérable en Bulgarie est demandée